# Octhispa obscura
Octhispa obscura là một loài bọ cánh cứng trong họ Chrysomelidae. Loài này được Wesie miêu tả khoa học năm 1911.